# Leporillus
Leporillus — рід гризунів родини Muridae, ендемічний для Австралії.

## Характеристика
Характеристикою є відносно великі вуха. За формою і розміром вони більше схожі на звичайних пацюків (Rattus). Довжина тіла від 14 до 20 сантиметрів. Хвіст трохи коротший за тулуб, але у Leporillus apicalis його довжина сягає 25 сантиметрів. М'яке хутро зверху сіро-буре до жовто-коричневого; низ сірий.

## Спосіб життя
Середовище проживання – безплідна чагарникова місцевість і чагарникова напівпустеля. Тут вони ведуть нічний спосіб життя, а спекотні дні проводять у своїх гніздах. Будова цих гнізд надзвичайно різна. У той час як іноді просто гілочки складаються в купу, інші особини будують складні споруди, які можуть виростати до 1,5 метрів у висоту. Очевидно, форма гнізда залежить від ландшафтних умов. Зазвичай гніздо будується навколо наявної природної споруди, наприклад скелі чи куща. Гілки складаються в купу й переплітаються одна з одною. Гніздо накривають, а підлогу всередині гнізда вистилають м’якими рослинними матеріалами. Цілі сімейні групи живуть разом в гнізді та постійно працюють над його вдосконаленням і розширенням.

## Види
Рід містить такі види:
- † Leporillus apicalis
- Leporillus conditor